# Liste der Naturdenkmäler in Netphen
Die Liste der Naturdenkmäler in Netphen nennt die Naturdenkmäler in Netphen im Kreis Siegen-Wittgenstein in Nordrhein-Westfalen.

## Naturdenkmäler
| Reg.-Nr. | Bezeichnung               | Lage                                                                | Beschreibung | Bild |
| -------- | ------------------------- | ------------------------------------------------------------------- | --- | ---- |
| ND 1     | Eiche                     | Nördlich von Unglinghausen, an der L729                             | Einzelbaum im Grünland |      |
| ND 2     | Eiche                     | Südlich von Netphen am Zinsenbach                                   | Einzelbaum im Wald |      |
| ND 3     | Eiche                     | südwestlich von Netphen                                             | Einzelbaum mit tiefen Kronenansatz |      |
| ND 4     | Felsen Unglinghauser Bach | nordwestlich von Eckmannshausen                                     | 8 Meter steil aufragende Gesteinswand am Weg, in der Schieferbrechung zu sehen ist. Naturdenkmal aus erdgeschichtlichen Gründen (Unterdevon, Siegen-Stufe). Auch Geotop GK-5014-010 |      |
| ND 5     | Eiche                     | im Westen des Siegtals zwischen Netphen und Deuz                    | Einzelbaum am Waldrand mit tiefen Kronenansatz ohne Mitteltrieb |      |
| ND 6     | „Ehreneiche“              | westlich von Netphen                                                | Einzelbaum an einem Kriegsgefallenen-Denkmal |      |
| ND 7     | „Zwillingsbuche“          | nordöstlich von Hainchen am Rothaarsteig                            | Einzelbaum an der Landesgrenze zu Hessen |      |
| ND 8     | Eiche                     | westlich von Beienbach                                              | Einzelbaum am Waldrand |      |
| ND 9     | „Kronprinzeneiche“        | An der Kreuzung der B 62 und B 508 zwischen Afholderbach und Lützel | Eiche an der B 508 |      |
| 2        | 1 Linde                   | Beienbach; Friedhof                                                 | |      |
| 3        | 1 Roteiche                | Deuz; Beienbacher Weg 2                                             | |      |
| 4        | 1 Eiche                   | Deuz; Hinterm Wasser 1                                              | |      |
| 5        | 1 Eiche                   | Deuz; Marburger Str. 16                                             | |      |
| 6        | 1 Eiche                   | Dreis-Tiefenbach; Weyertshainstr. 47                                | |      |
| 7        | 1 Esche                   | Eckmannshausen; Am Waldhang 2                                       | |      |
| 8        | 1 Eiche                   | Eckmannshausen; Allenbacher Str. 11                                 | |      |
| 10       | 1 Rotbuche                | Eckmannshausen; Unglinghausener Str. 8                              | |      |
| 11       | 1 Linde (Luisenlinde)     | Grissenbach; Siegtalstraße                                          | |      |
| 12       | 1 Winterlinde             | Grissenbach; In der Hälsbach 8                                      | |      |
| 13       | 1 Traubeneiche            | Grissenbach; bei der Kirche                                         | |      |
| 14       | 1 Esche                   | Hainchen; Schloßstr. 7                                              | |      |
| 15       | 1 Bergahorn               | Helgersdorf; Frankfurter Str. 12                                    | |      |
| 16       | 1 Esche                   | Herzhausen; An der Dreisbach                                        | |      |
| 17       | 1 Eiche                   | Irmgarteichen; Koblenzer Straße                                     | |      |
| 18       | 2 Eichen                  | Irmgarteichen; Auf der Struth 9                                     | |      |
| 20       | 1 Esche                   | Niedernetphen; Talstr. 1                                            | |      |
| 21       | 1 Hainbuche               | Obernetphen; Brauersdorfer Str. 20                                  | |      |
| 24       | 1 Kastanie                | Obernetphen; Lahnstr. 90                                            | |      |
| 25       | 1 Linde                   | Obernetphen; Lahnstr. 71                                            | |      |
| 28       | 1 Esche                   | Unglinghausen; Hellbergstr. 2                                       | |      |
| 29       | 1 Rosskastanie            | Unglinghausen; Dorfstr. 6                                           | |      |
| 30       | 2 Eichen                  | Unglinghausen; Hellbergstr. 3                                       | |      |